# 이재협
이재협(李在協, 1731년~1790년)은 조선 후기의 문신이며, 정조 때 영의정을 지냈다. 좌의정 이보혁의 손자이다. 자는 여고(汝皐). 본관은 용인.

## 생애
1757년(영조 33년) 9월에 정시(庭試) 과거시험에 장원으로 급제해 지평, 수찬, 교리, 헌납, 부수찬을 지내고 대사간과 승지를 거쳐 사헌부대사헌이 되고, 한성부판윤, 사헌부대사헌, 예조판서, 병조판서, 형조판서, 판의금부사, 공조판서 등을 역임한 후 의정부의 우의정, 좌의정을 거쳐 영의정이 되었으나, 종형제(從兄弟, 사촌) 이재간(李在簡)이 흉언사건(凶言事件)에 연루되어 반역으로 처형되자 삼사(三司)의 탄핵을 받고 벼슬에서 물러났다. 1781년(정조 5년)에 인릉군(仁陵君)에 봉해졌다.

## 가족 관계
- 조부 : 이보혁(李普赫), 판돈녕부사 인평군(仁平君), 시호 충정(忠貞)
  - 부 : 이경우(李景祜), 예조판서 인양군(仁陽君)
  - 모 : 연일(延日) 정씨(鄭氏), 부사 정후일(鄭厚一)의 딸, 문강공(文康公) 하곡(霞谷) 정제두(鄭齊斗)의 후손
    - 본인 : 이재협
    - 부인 : 칠원(㓒原) 윤씨(尹氏, 1732년 ~ 1785년), 관찰사 윤경룡(尹敬龍)의 딸
      - 아들 : 이내현(李來鉉), 문과 급제
      - 며느리 : 부사 김재화(金載華)의 딸
        - 손자 : 이원길(李源吉), 군수
        - 손부 : 교리 조양진(趙良鎭)의 딸
          - 증손자1 : 이규동(李奎東)
          - 증손부1 : 참봉 정동윤(鄭東胤)의 딸
            - 고손자 : 이면영(李冕榮), 대한제국 때 장례원경
            - 고손자부 : 송지장(宋持莊)의 딸
            - 고손자부(재취) : 김언명(金彦明)의 딸

          - 증손자2 : 이기동(李箕東)
          - 증손부2 : 도정 홍순모(洪淳謨)의 딸
          - 증손자3 : 이규상(李奎相)
          - 증손부3 : 윤명진(尹鳴鎭)의 딸
            - 고손자 : 이건영(李健榮)

          - 증손자4 : 이익동(李翼東)
          - 증손부4 : 목사 정재용(鄭在容)의 딸
          - 증손녀 : 남편 박기수(林箕洙)
          - 증손자(서자) : 이두상(李斗相)
          - 증손자(서자)부 : 군수 임혁조(任奭朝)의 서녀

      - 첫째딸 : 사위 정동교(鄭東敎), 목사
        - 외손자 : 정한용(鄭漢容), 참봉

      - 둘째딸 : 사위 김사직(金思稙), 목사
        - 외손자 : 김영작(金永爵), 이조참의

      - 셋째딸 : 사위 성재순(成載淳), 익찬
      - 넷째딸 : 사위 윤겸규(尹謙圭), 군수